# 薄叶囊瓣芹
薄叶囊瓣芹（学名：Pternopetalum leptophyllum）是伞形科囊瓣芹属的植物，是中国的特有植物。分布于中国大陆的四川等地，生长于海拔1,000米至1,800米的地区，多生长于丛林或阴湿岩石上，目前尚未由人工引种栽培。